# Sinai Tholus
Il Sinai Tholus è una struttura geologica della superficie di Titano.